# Teucrium guemesii
Teucrium guemesii là một loài thực vật có hoa trong họ Hoa môi. Loài này được J.F.Jiménez, A.F.Carrillo, M.A.Carrión miêu tả khoa học đầu tiên năm 1999.